# Dolmen del Quer Afumat
El dolmen del Quer Afumat o dolmen del Querafumat i el menhir del Quer Afumat II formen un conjunt megalític que es troba a Capmany (Alt Empordà), inclòs a l'Inventari del Patrimoni Arqueològic i Paleontològic de Catalunya.
El conjunt es troba a prop del mas campmanyenc del Quer Afumat. A la dreta del mas, agafem un camí i en 200 m arribem a una cruïlla. Tirem a la dreta uns 175 m on, a la dreta, trobem la desviació senyalitzada cap al dolmen. El menhir es troba al costat.
El dolmen del Querafumat es del tipus sepulcre de corredor amb cambra pentagonal i amb l'entrada orientada al sud/sud-est. Situat sobre un granític en descomposició, s'han conservat restes del túmul. De la cambra es conserven 3 lloses i una coberta. Amida 1,45 m de llarg per 1,55 m d'ample i 1 m d'alçada. Cronològicament es pot situar entre el neolític mitjà i el Calcolític. Fou donat a conèixer per Lluís Marià Vidal i Carreras en 1894 i excavat per Pere Bosch i Gimpera i Lluís Pericot i Garcia en 1923.

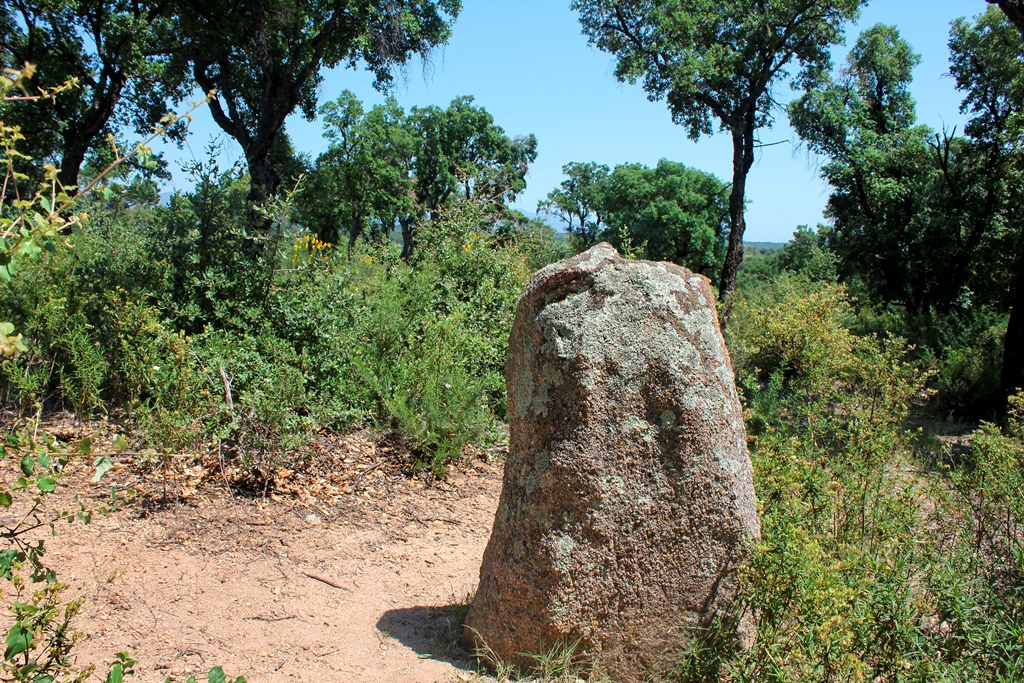
El menhir Quer Afumat II

El menhir del Querafumat II – el menhir del Quer Afumat I forma part del Conjunt megalític dels Estanys – és de granit tipus frare. Té una alçada externa de 1,15 m, amplada de 0,60 m i un gruix de 0,40 m. Localitzat l'any 1986 pel Grup Empordanès de Salvaguarda i Estudi de l'Arquitectura Rural i Tradicional fou excavat i restaurat l'any 1997. Està situat cronològicament entre el neolític final i el calcolític.